# 伊然可汗
伊然可汗（？—739年或734年、741年），突厥可汗，毗伽可汗默棘连之子。阿史那氏。
开元二十二年（734年），毗伽为权臣梅录啜毒杀，伊然可汗继位，派遣使者哥利施頡斤奉表唐朝，与从叔父分掌兵马；在东者号称左杀，为判阙特勤，在西者号称右杀。唐玄宗诏宗正卿李佺前往吊祭毗伽，并册立伊然，为毗伽立碑庙，令史官起居舍人李融撰写碑文。《旧唐书》《资治通鉴》记载，伊然可汗不久就因病去世了，弟登利可汗继位。据《新唐书》伊然可汗在位八年。735年秋，率兵四万东击契丹、奚，败归。736年，应唐朝之约，西攻突骑施。740年三月，受唐朝册封为苾伽骨咄禄可汗。741年三月，遣使赴唐贺正。同年，去世。薛宗正《突厥史》认为739年伊然可汗已经去世，740年册封的苾伽骨咄禄可汗即《旧唐书》《资治通鉴》所谓登利可汗，741年，苾伽骨咄禄可汗被判阙特勤杀死。
| 前任： 毗伽可汗 | 后突厥可汗 734年或734年-741年或734年-739年 | 繼任： 登利可汗 |